# Biber (Wappentier)

Gekrönter Biber im Wappen von Biberach an der Riß, Baden-Württemberg

Der Biber ist als Wappentier eine gemeine Figur in der Heraldik. Er wird stark stilisiert dargestellt, wobei der Schwanz (die sogenannte Kelle) als wichtiges Indiz deutlich durch Größe hervorgehoben wird. Auch wird ein geschuppter Schwanz gezeigt. Farblich sind beim Tier alle heraldischen Farbgebungen erlaubt, aber schwarz wird bevorzugt angewendet. Der Biber wird laufend oder aufgerichtet (steigend) im Wappen dargestellt. Häufig knabbert das Wappentier an Ästen. Gekrönte Biber sind möglich. Andere heraldische Elemente finden sich oft im Wappenschild mit dem Biber. Auch als Wappenhalter und im Oberwappen trifft man ihn an. Er eignet sich auch als Wortgeber für redende Wappen. Beispiele sind Biberach an der Riß oder Bibern.

## Beispiele

Wappen von Altheim (bei Riedlingen), Baden-Württemberg mit österreichischem Bindenschild
Wappen von Attenweiler, Baden-Württemberg
Wappen von Biberach (Stadtteil von Heilbronn), Baden-Württemberg
Wappen von Biberach/Kinzigtal, Baden-Württemberg
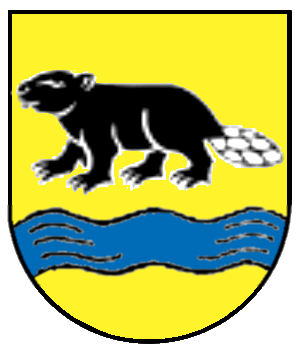
Wappen von Bibersfeld, Baden-Württemberg
Wappen von Mittelbiberach, Baden-Württemberg
Wappen von Stafflangen (Ortsteil von Biberach an der Riß), Baden-Württemberg
Wappen von Stuttgart-Feuerbach, Baden-Württemberg
Wappen von Adelsdorf, Bayern
Wappen von Aubstadt, Bayern
Wappen von Biberbach, Bayern
Wappen von Böbrach, Bayern
Wappen von Höchheim, Bayern
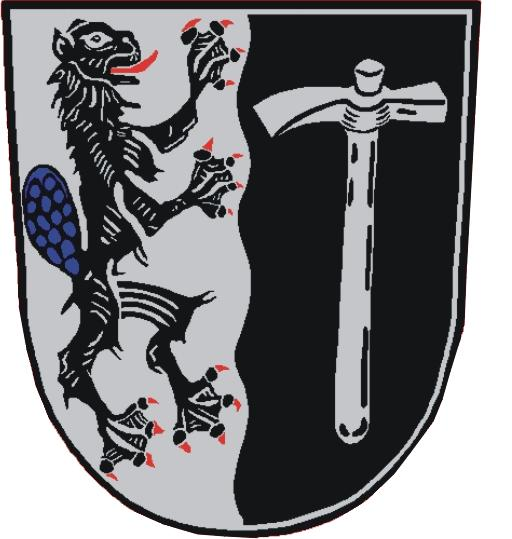
Wappen von Kothigenbibersbach, Bayern
Wappen von Markt Bibart, Bayern
Wappen von Steinach (Ortsteil von Bad Bocklet), Bayern
Wappen von Roggenburg, Bayern
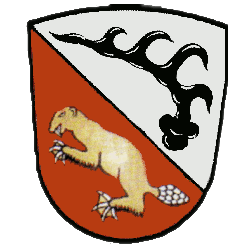
Wappen von Unternbibert, Bayern
Wappen von Vorbach, Bayern
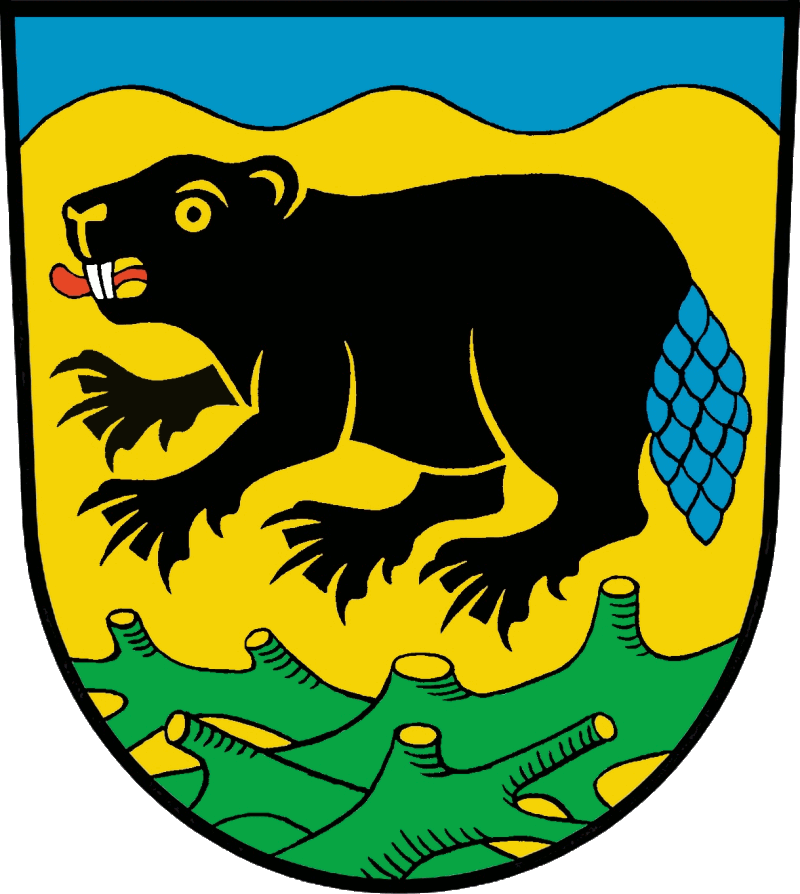
Wappen der Gemeinde Dreetz, Brandenburg
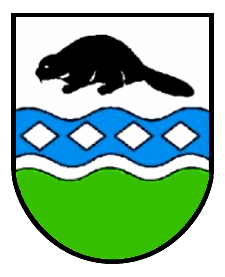
Wappen der ehemaligen Gemeinde Bobritzsch. Die neue Gemeinde Bobritzsch-Hilbersdorf führt auch einen Biber in ihrem Wappen.
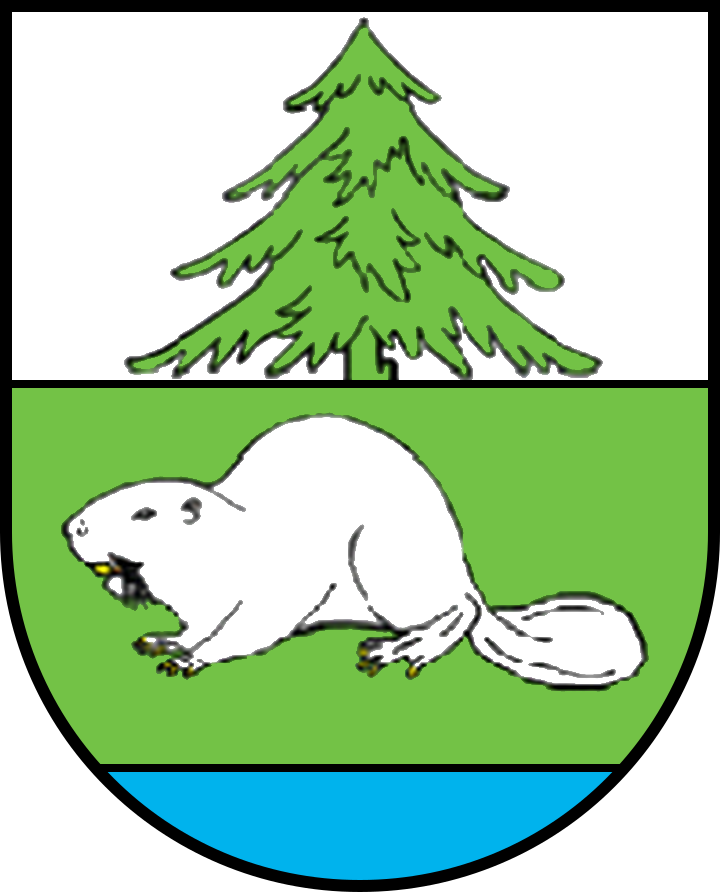
Wappen von Bad Bibra, Sachsen-Anhalt
Wappen von Bevern, Schleswig-Holstein
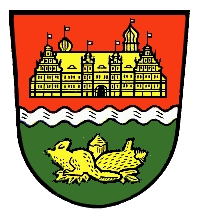
Widersehender Biber neben zwei benagten Baumstümpfen im Wappen von Bevern, Niedersachsen
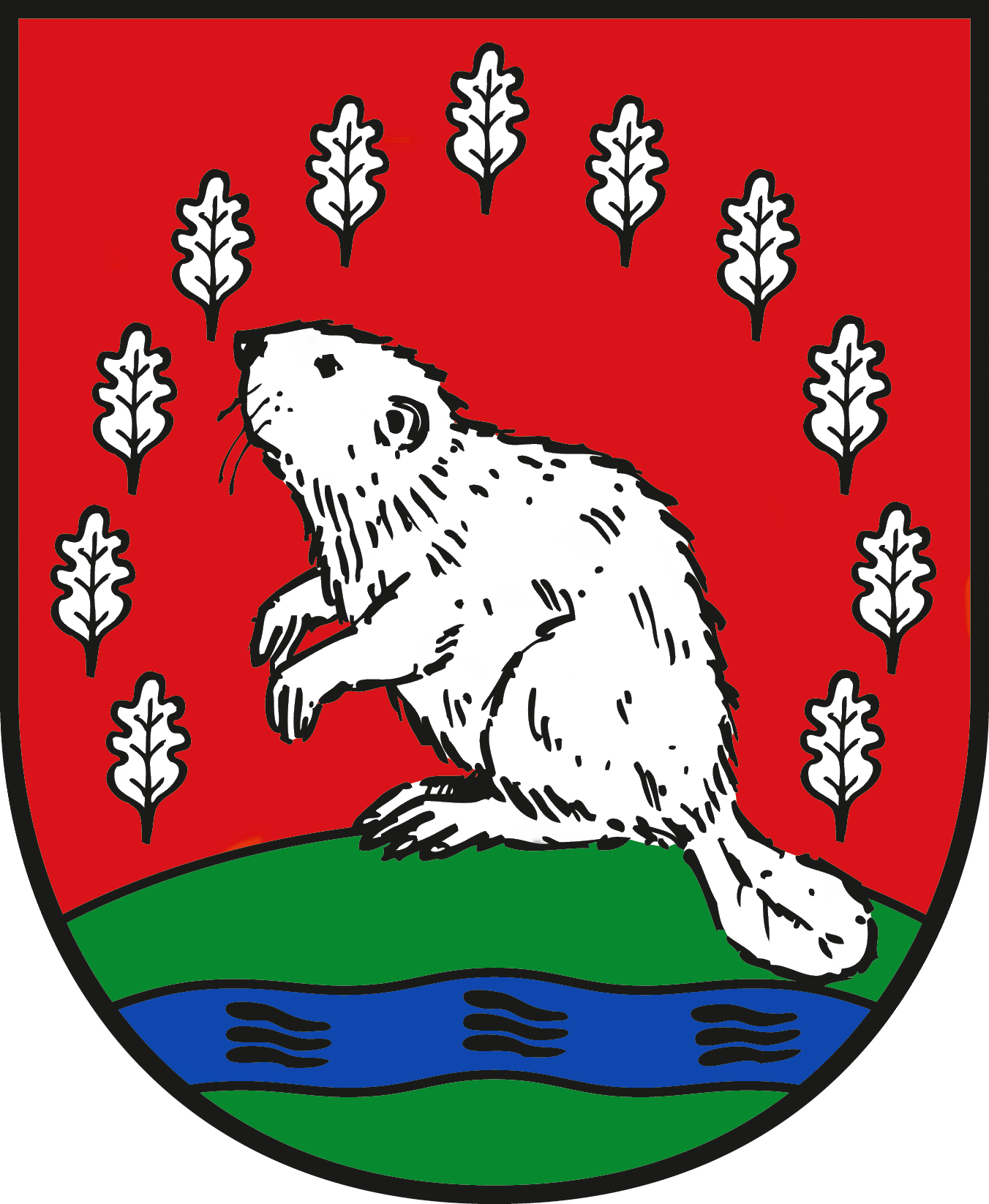
Wappen von Beverstedt, Niedersachsen
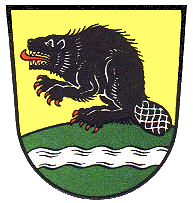
Wappen Beverstedt (Kernort)
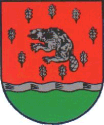
Samtgemeinde Beverstedt, Niedersachsen - Das Wappen soll (weil „Wer-Bieber“), neu gestaltet werden.
Wappen von Bevergern, Nordrhein-Westfalen
Wappen von Ostbevern, Nordrhein-Westfalen
Wappen von Bebra, Hessen
Groß-Bieberau, Hessen (redendes Wappen)
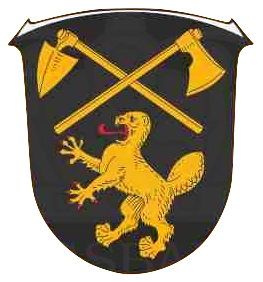
Wappen von Rodheim-Bieber, Hessen
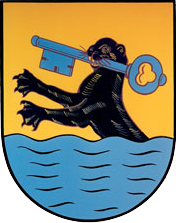
Wappen von Wiesbaden-Biebrich, Hessen
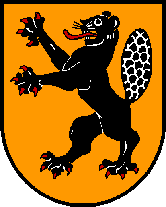
Wappen von Schönegg (Oberösterreich)
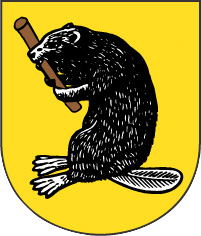
Wappen von Bibern (Ortsteil von Thayngen) in der Schweiz
Wappen von Biberstein in der Schweiz
Wappen der ehemaligen Gemeinde Eno (Finnland)
Wappen von Bièvres (Essonne) in Frankreich
Wappen von Bouvron (Loire-Atlantique) in Frankreich
Wappen von Cellettes (Loir-et-Cher) in Frankreich
Wappen von Guyancourt in Frankreich
Wappen von Housséville in Frankreich
Wappen von Saint-Laurent-de-Brèvedent in Frankreich
Wappen von Vebron in Frankreich
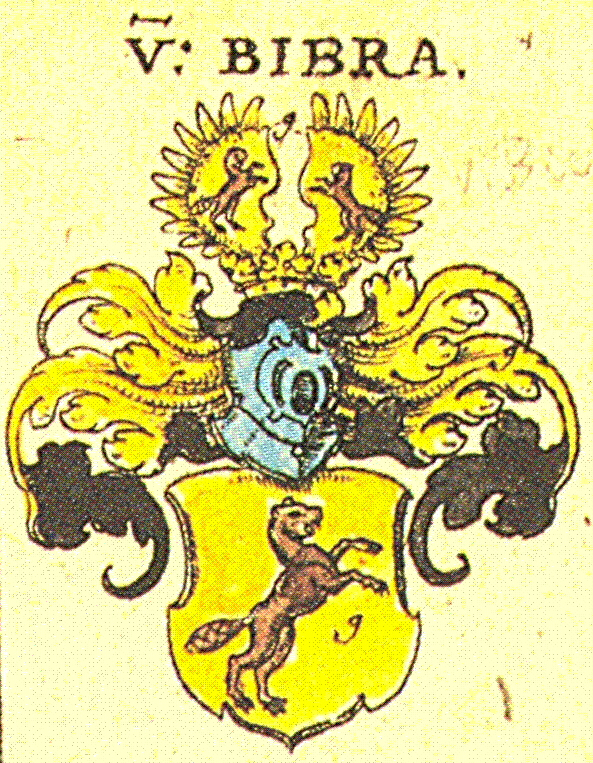
Wappen derer von Bibra

## Belege
1. ↑  Diskussion um das neue gemeinsame Wappen von Bobritzsch-Hilbersdorf ist eröffnet. Online auf Freie Presse vom 24. Oktober 2012, abgerufen am 13. Juni 2013.
2. ↑  Ein Biber für Beverstedt (Memento vom 30. März 2012 im Internet Archive)